# Fokker Dr.I
O Fokker Dr.I (Dreidecker, "triplano" em alemão) foi um avião militar, utilizado durante a Primeira Guerra Mundial. Foi projetado por Reinhold Platz e construído pela Fokker-Flugzeugwerke. O modelo ganhou notoriedade quando foi pilotado pelo "Barão Vermelho" Manfred von Richthofen, que o usou nas suas últimas 19 vitórias até sua morte.

## Design e desenvolvimento
Em Abril de 1917, a Royal Naval Air Service (RNAS) introduziu o Sopwith Triplane. O Sopwith depressa provou ser superior ao Albatros e ao Halberstadt scouts usado pelos Serviços aéreos alemães.
Nenhum dos 11 fabricantes de aviões alemães (Albatros, Pfalz, AEG, DFW, Schütte-Lanz e Euler), respondeu com protótipos de triplanos.

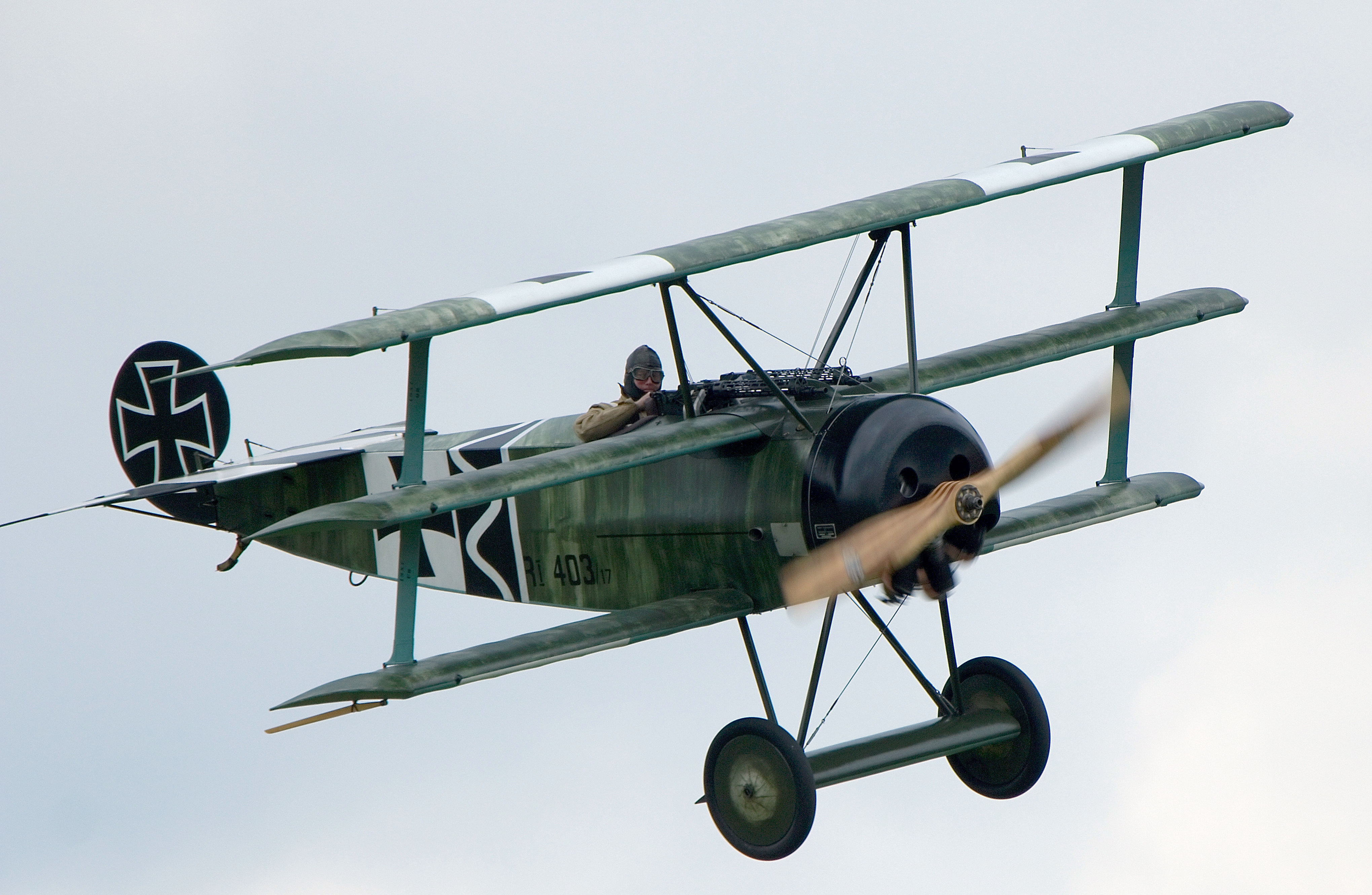
Uma réplica de um Dr.I em Airpower 11.

Os trabalhos de Fokker responderam às necessidades com o V.3, um triplano equipado com um pequeno motor-rotativo, fuselagem em aço e asas muito grossas. Testes iniciais revelaram deficiências no V.3, particularmente no controle das forças.
Fokker produziu o V.4, um protótipo melhorado, o substituto do V.3.
O V.4 provou ser superior aos protótipos do triplano construídos por outros fabricantes. Depois de um teste, Idflieg emitiu uma ordem para a produção imediata dos aviões.
Alguns especialistas consideram o Dr.1 um quadriplano, pois a sessão do aerofólio presente entre as rodas do avião, por possuir um perfil assimétrico, também gera sustentação ao avião.

## História Operacional
Foram pré-produzidos dois triplanos, designados por F.I. Estes aviões, da série 102/17 e 103/17, foram os únicos a receber o nome de F.I. Chegaram a Markebeeke, Bélgica no dia 28 de Agosto de 1917. Richthofen, voou no 102/17, pela primeira vez a 1 de Setembro de 1917 e abateu dois aviões inimigos nos dois dias seguintes. Disse a Kogenluft (Kommandierenden der General Luftstreitkräfte) que o F.I era muito satisfatório.
Na primeira vez que o triplano esteve em combate durou pouco tempo. Kurt Wolff, Staffelführer da Jasta 11, foi atingido no 102/17 a 15 de Setembro e Werner Voss, Staffelführer da Jasta 10, foi morto no 103/17 a 23 de Setembro.
A produção das máquinas, designadas por Dr.I, começaram em Outubro. Estes aviões eram idênticos ao F.I. Todos os aviões foram entregues a esquadrões como o Richthofen's Jagdgeschwader 1.
O Dr.I ofereceu uma melhor maneabilidade. Os lemes e os controladores de elevação eram simplesmente poderosos e conseguia virar a uma velocidade surpreendente.
Vizefeldwebel Franz Hemer da Jasta 6 disse, "O triplano foi o meu avião de combate preferido porque tinha todas as qualidades de voo que um avião pode ter."

## Após a Guerra
3 modelos são sabidos de terem sobrevivido a guerra. Série 528/17 foi usado como teste pelo Deutschen Versuchsanstalt für Luftfahrt (Instituto de Pesquisa de Aviação Alemã) em Adlershof. Após ser usado para filmar 2 filmes, é pensado que caiu nos anos 1930. Série 152/17, o Dr.I em que Manfred von Richthofen conquistou 3 vitórias, foi posto à mostra no museu Zeughaus em Berlim. Foi destruído num bombardeio Aliado na Segunda Guerra Mundial.

Em 1932, Fokker criou um Dr.I com componentes existentes. Foi posto à mostra no Deutsche Luftfahrt-Sammlung em Berlim. Em 1943, também foi destruído em um bombardeio Aliado. Hoje, somente algumas partes originais de Dr.I existem.